# Unterseeboot UC-54
Pour les autres navires du même nom, voir Unterseeboot 54.
L'Unterseeboot UC-54 est un sous-marin (U-Boot) mouilleur de mines allemand de type UC II utilisé par la Kaiserliche Marine pendant la Première Guerre mondiale. Le U-boot a été commandé le 12 janvier 1916 et lancé le 20 mars 1917. Il a été mis en service dans la marine impériale allemande le 10 mai 1917 sous le nom de UC-54. En huit patrouilles, l'UC-54 a coulé 18 navires, soit par ses torpilles, soit par les mines qu’il avait posées. L'UC-54 fut sabordé à Trieste le 28 octobre 1918 lors de la capitulation de l'Autriche-Hongrie.

## Conception
Sous-marin de type UC II, l'UC-54 avait un déplacement de 434 tonnes en surface et de 511 tonnes en plongée. Il avait une longueur hors tout de 52,69 m, un maître-bau de 5,22 m et un tirant d'eau de 3,64 m. Le sous-marin était propulsé par deux moteurs diesel 6 cylindres à quatre temps produisant chacun 290 à 300 ch (210 à 220 kW), soit un total de 580 à 600 ch (430 à 440 kW), et par deux moteurs électriques produisant 620 ch (460 kW), actionnant deux arbres d'hélice.
Le sous-marin avait une vitesse maximale de 11,8 nœuds (21,9 km/h) en surface et de 7,2 nœuds (13,3 km/h) en immersion. Son autonomie était de 8820 à 9450 milles marins (16330 à 17500 km) à 7 nœuds (13 km/h) en surface, et de 56 milles marins (104 km) à 4 nœuds (7,4 km/h) en immersion. Il lui fallait 48 secondes pour plonger, et il était capable d’opérer à une profondeur maximale de 50 mètres.
L'UC-54 était équipé de trois tubes lance-torpilles de 500 mm, un à l’arrière et deux à l’avant, avec sept torpilles, et d’un canon de pont SK L/30 de 88 mm. Mais son arme principale était ses six puits de mine de 1000 mm portant dix-huit mines UC 200. Son effectif était de vingt-six membres d’équipage.

## Affectations
- Flottille Mittelmeer / Mittelmeer II : du 28 juillet 1917 au 28 octobre 1918

## Commandants
- Kapitänleutnant Heinrich XXXVII Prinz Reuß zu Köstritz : du 10 mai 1917 au 21 mai 1918
- Oberleutnant zur See Otto Loycke : du 22 mai au 28 octobre 1918

## Navires coulés
| Date              | Nom              | Nationalité      | Tonnage | Destin    |
| ----------------- | ---------------- | ---------------- | ------- | --------- |
| 4 juillet 1917    | Hurstside        | United Kingdom   | 3149    | Coulé     |
| 12 juillet 1917   | Maija            | Empire russe     | 164     | Coulé     |
| 13 juillet 1917   | Loanda           | Portugal         | 141     | Coulé     |
| 26 juillet 1917   | Roberto Ivens    | Portugal         | 281     | Coulé     |
| 7 septembre 1917  | Myrmidon         | United Kingdom   | 4965    | Endommagé |
| 29 janvier 1918   | Tosho Maru       | Japon            | 3038    | Coulé     |
| 2 février 1918    | Esterel          | Royaume d'Italie | 238     | Coulé     |
| 2 février 1918    | Ida              | Royaume d'Italie | 63      | Coulé     |
| 6 février 1918    | MV Glenartney    | United Kingdom   | 7263    | Coulé     |
| 14 mars 1918      | Ardandearg       | United Kingdom   | 3237    | Coulé     |
| 27 mars 1918      | Carlo P.         | Royaume d'Italie | 61      | Coulé     |
| 3 avril 1918      | Sylvie           | France           | 2148    | Coulé     |
| 3 mai 1918        | Pancras          | United Kingdom   | 4436    | Endommagé |
| 11 mai 1918       | Sant'Anna        | France           | 9350    | Coulé     |
| 12 mai 1918       | Vimeira          | United Kingdom   | 5884    | Coulé     |
| 16 mai 1918       | Marie Frédérique | France           | 245     | Coulé     |
| 13 juillet 1918   | Ponta Delgada    | Portugal         | 3381    | Coulé     |
| 19 juillet 1918   | Australien       | France           | 6377    | Coulé     |
| 19 juillet 1918   | Polperro         | United Kingdom   | 3365    | Endommagé |
| 4 septembre 1918  | Arum             | United Kingdom   | 3681    | Coulé     |
| 23 septembre 1918 | Edlington        | United Kingdom   | 3864    | Coulé     |